# Guatimac

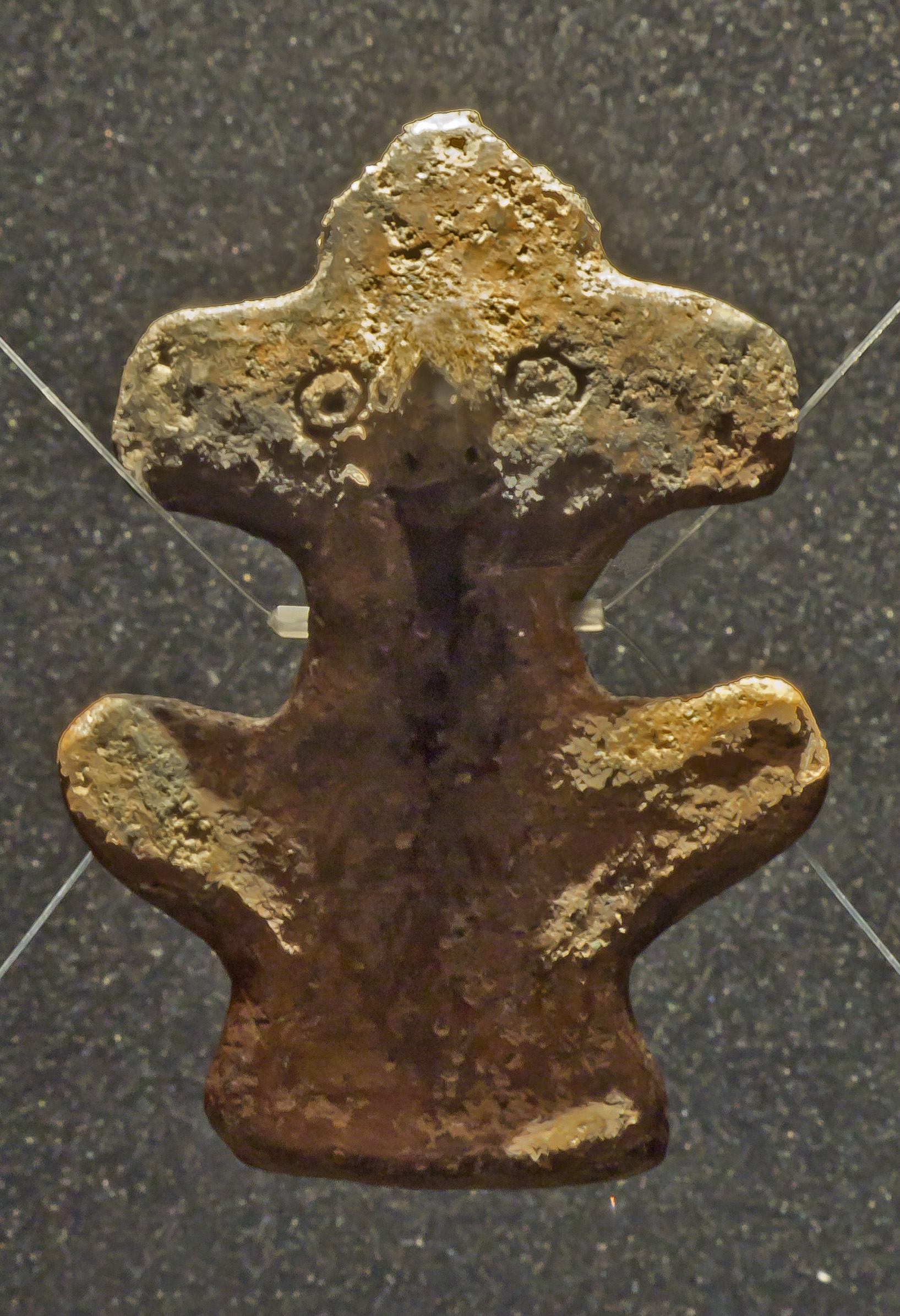
Guatimac, Musée archéologique de Puerto de la Cruz

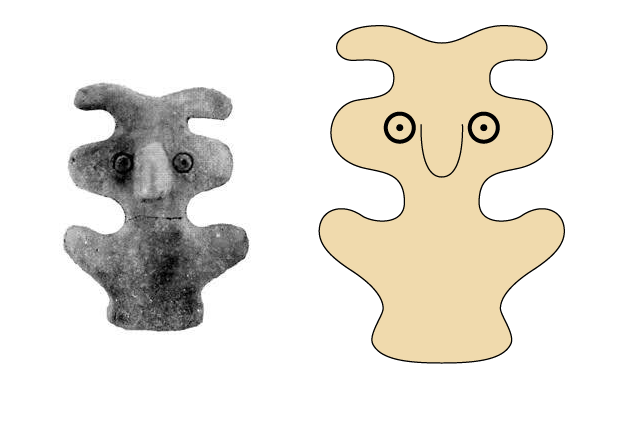
Forme originelle de la statuette, qui représente peut-être une chouette, symbole de clairvoyance.

Guatimac est le nom donné à une petite statuette d'argile appartenant à la culture guanche, découverte à Tenerife, dans les îles Canaries.

## Historique
Guatimac a été trouvée en 1885 dans le ravin de Herques, sur la commune de Fasnia, dans le sud-est de l'île de Ténérife. Elle se trouvait dans une grotte, soigneusement enveloppée dans des peaux de chèvre.

## Description
La statuette a été conçue pour être accrochée autour du cou et utilisée par des prêtres indigènes. Malgré sa petite taille, à peu près 6,4 cm de haut, elle présente une grande valeur anthropologique car elle est l'une des rares idoles de la Préhistoire de Tenerife parvenue jusqu'à nous.
Les deux extrémités supérieures de la statuette sont manquantes (voir schéma).

## Interprétation
Bien que sa signification précise soit inconnue, elle semble liée au monde magico-religieux des Guanches. Elle est interprétée comme la représentation d'un génie ou d'un esprit gardien. D'autres affirment qu'il s'agit plutôt d'un animal-totem sacré, ou peut-être d'une chouette.

## Conservation
La statuette est conservée au Musée archéologique de Puerto de la Cruz.